# Michel Bibaud
Ne doit pas être confondu avec François-Maximilien Bibaud.
Michel Bibaud, né le 19 janvier 1782 et mort le 3 août 1857, est un essayiste, historien, journaliste, et poète du Bas-Canada. Fondateur de plusieurs journaux, il travaille à la commission géologique du Canada après avoir exercé le métier de juge de paix.

## Biographie
Michel Bibaud est surtout connu parce qu'il est le premier Canadien-français à écrire une Histoire du Canada (1837-1844). Il se limite toutefois dans son récit à une chronologie stricte des événements et, par là, il ne propose aucune interprétation d'ensemble. Surtout, c’est un bureaucrate, un "collaborateur" du régime, selon l'expression de Michel Brunet, ce qui entache son travail de partialité. Guy Frégault donne un exemple extrêmement net de ce parti pris en commentant le compte rendu qu’il a fait des 92 résolutions déposées par l'Assemblée législative en 1834 :
« L'historien pourrait citer le texte de ce document... [...] Économe d'espace, Bibaud se borne "à n'en donner que la substance". On s'attendrait à lire un véritable résumé du texte historique. Il n'en est rien. Bibaud écrit simplement :

- «La première résolution donc, renferme une proposition que plusieurs de celles qui suivent inculqueraient n'avoir été vraie que dans le passé.
- La 2e fait suivre une assertion vraie d'une assertion fausse et calomniatrice.
- ...La 6e contient une exagération historique suivie d'une assertion fausse.
- La 7e est une continuation de l'histoire commencée dans la précédente.
- La 8e était l'inverse de la vérité...»

- Et l'on se rend ainsi jusqu'à 92. C'est, on le voit, un procédé de réfutation plutôt facile. Après avoir dit quatre-vingt-douze fois : "C'est faux, donc ce n'est pas vrai", l'auteur conclut imperturbable : "Tel est le résumé d'une œuvre dont on aurait pu trouver nulle part le pendant, l'eut-on cherché dans les annales de la plus grande démence révolutionnaire".  »

Michel Bibaud est aussi connu pour avoir publié le premier recueil de poésie québécoise, "Épîtres, satires, chansons, épigrammes, et autres pièces de vers", en 1830. Son style est classique et dans lignée du dix-septième siècle.

## Ouvrages publiés
- L'arithmétique en quatre parties, 1816
- Épîtres, satires, chansons, épigrammes, et autres pièces de vers, 1830
- Magasin du Bas-Canada, 1832
- L'Arithmétique à l'usage des écoles élémentaires du Bas-Canada, 1832
- Quelques réflexions sur la dernière élection du quartier-ouest de la cité de Montréal, 1832
- Histoire du Canada, 1837
- Histoire du Canada sous la domination française, 1843
- Histoire du Canada et des Canadiens sous la domination anglaise, 1844

## Revues et journaux
- L'Aurore
- Le Courrier du Bas-Canada
- La Bibliothèque canadienne
- L'Observateur

## Hommages
La rue Bibaud, dans la ville de Québec a été nommée en son honneur en 1917.
La rue Michel-Bibaud dans le quartier de Côte-des-Neiges à Montréal a été nommée en son honneur.